# 四国旅客鉄道
四国旅客鉄道株式会社（しこくりょかくてつどう、英: Shikoku Railway Company）は、四国地方を中心に旅客鉄道などの事業を運営する、日本の鉄道事業者。略称はJR四国（ジェイアールしこく）で、英語ではJR Shikoku。国鉄分割民営化に伴い1987年（昭和62年）4月1日に日本国有鉄道（国鉄）の四国総局が管理していた旅客鉄道事業などを引き継いで発足したJRグループの旅客鉄道会社の一社である。会社設立時の根拠法令は旅客鉄道株式会社及び日本貨物鉄道株式会社に関する法律（JR会社法）であり、2020年代においても全株式を独立行政法人鉄道建設・運輸施設整備支援機構（鉄道・運輸機構）が保有する特殊会社である。
四国4県および瀬戸大橋線で連絡している岡山県の一部において、合計9路線、853.7 kmの鉄道路線を運営し、鉄道駅は259（2つの臨時駅を含む）ある。本社は香川県高松市。
コーポレートカラーは水色。切符の地紋には「S」と記されている。会社スローガンは「Always Railways」である。

## 概要

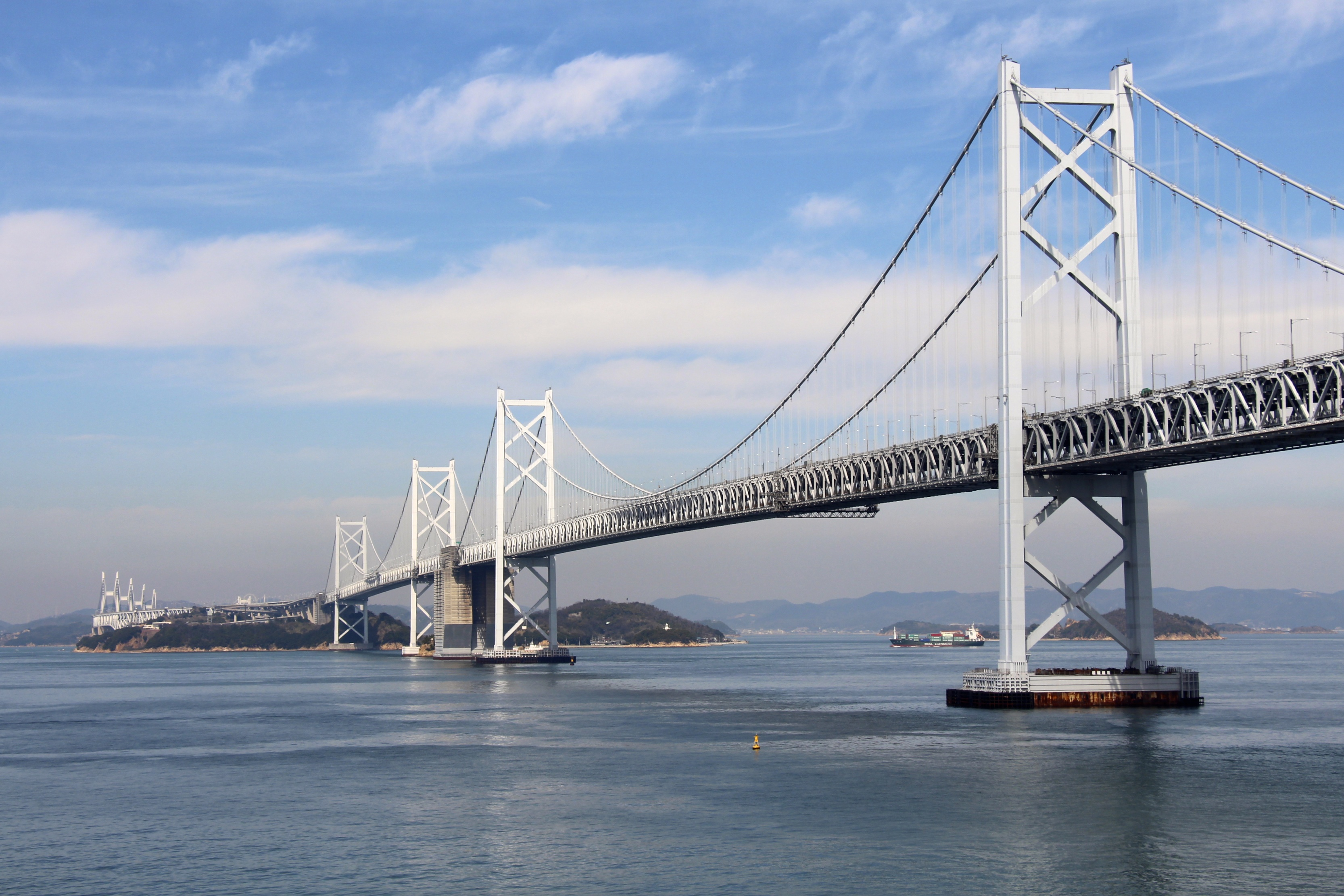
本州と四国を結ぶ本四備讃線（瀬戸大橋線）が通る瀬戸大橋（南備讃瀬戸大橋）

### 資本および財務の概況
国鉄分割民営化で発足したJR旅客6社のち、本州以外を主な営業エリアとする三島（さんとう）会社、すなわちJR四国と北海道旅客鉄道（JR北海道）、九州旅客鉄道（JR九州）は過疎地が多く、経営基盤が脆弱であった。JR九州は鉄道以外の事業や観光列車を強化して2016年に株式を上場して民営化を達成したが、JR四国とJR北海道は依然として経営が厳しい。この二島（にとう）会社は発足当初から、経営安定基金（JR四国分は2082億円）の利子により営業赤字を補い、100％株主でもある鉄道・運輸機構からの支援、固定資産税の減免などを受けている。
2011年6月、改正旧国鉄債務処理法により経営安定基金積み増し（20年後に返済）が行われた。鉄道・運輸機構から1,400億円が無利子貸付され鉄道・運輸機構の債券を購入（10年間は年率2.5%固定）することによって債券の利率を補助代わりに得る仕組みとなっている（債券の金利である年間35億が経常利益に含まれる）。同時に老朽化した設備更新のため、400億円の助成金および無利子貸付（1/2を助成金、1/2を無利子貸付）が行われた。

### 経営努力と各種施策
発足当初の時点では、黒字路線は鉄道路線と自動車路線（バス）を全て含めても自動車路線の松山高知急行線だけという状況であった。その後、1988年の瀬戸大橋の開通効果などで売上げを伸ばし、四国内の高速道路の急速な整備に対抗して世界初の振子式気動車を投入するなど積極的なスピードアップ策を打ち出したが、利用客は減少傾向が続いている。特に、明石海峡大橋開通後、そのメリットが最大限となる徳島県内からだけでなく、四国各地と京阪神方面を結ぶ高速バス路線が数多く開設され、順調に利用客を伸ばす中、瀬戸大橋線利用客の減少傾向が見られるようになる。そのため、新型車両の導入・既存車両のリニューアルや企画乗車券の発売などのてこ入れをしており、一定の効果が見られる。四国島内輸送についても、高速バス網の充実や少子高齢化の影響で減少傾向にある。また2009年3月から2011年6月まで実施された高速道路料金のETC割引制度である休日特別割引の上限1,000円（千円高速）による影響もあった。
これに対応するため、様々な経費節減策を実施している。2009年10月以降、普通列車のワンマン運転が段階的に増やされており、2010年3月のダイヤ改正では快速マリンライナーを除く普通列車の半分以上がワンマン運転となった。さらに、2009年9月には民主党政権がマニフェストに掲げている高速道路無料化が実現した場合、年間での減収額が44億円になるという試算を発表した。公的補助などがなされなければ、運行の縮減や路線の見直しなども検討せざるを得ないとしている。2010年1月には、JRグループで初めて車掌業務を客室乗務員（アテンダント）として契約社員を当てることを発表した。2010年4月26日に発表した2009年度の鉄道営業概況によると、鉄道収入は前年比10.3%減で、下げ幅は発足以来最大となった。松田清宏社長（当時）は高速料金割引の影響による減収を23億円程度と説明した。2010年度の事業計画では、高速料金割引による減収が前年の2倍に拡大するという想定から、経常損益で22億円の赤字を見込んでいた。2010年6月21日には経費節減のため、10月1日までに29駅を無人駅化することを発表した。経営状況を理由に駅を無人化するのは民営化後初めて。2011年4月28日に発表された2010年度の決算では、連結経常損失は想定よりは減ったものの7億円（単体では14億円）を計上、旅客運輸収入は東日本大震災の影響で前年比0.5%の227億円となった。同発表では2011年度も赤字決算を見込んでいたが、国の経営支援措置により最終的には1億8500万円の経常利益を計上した。ただし、鉄道収入ならびに売上高は前年に続き、東日本大震災などの影響で減少となった。
千円高速政策が終了した2011年以降も乗客数の低迷は続き、訪日外国人の増加で利用者数は多少は持ち直してきたものの、2018年度の利用者数は1988年度に比べて3割減少し、2020年以降は新型コロナウイルス感染症の流行による旅客減少が打撃となり、2021年3月期決算は経常赤字が108億円と過去最悪になった。
一方で、2014年より観光列車「伊予灘ものがたり」の運転を開始するなど、四国島外からの観光客呼び込みによる増収と沿線活性化も図っている。
2020年3月1日付の組織改正では、産学官連携を強化するため「地域連携室」を「四国家連携部」へ格上げするとともに、「ものがたり列車推進室」「高松駅ビル準備室」を設けた。先立つ2017年には地元4国立大学や、日本郵便四国支社と観光や沿線振興のための協定を相次ぎ結んだ。

### 非鉄道事業の取り組み
自動車（バス）部門は2004年に「ジェイアール四国バス」として分社化し、路線バス部門の経営基盤と路線の強化を図っている。また、貸切バス事業部門については分社化前の1995年に、現在はタクシー専業の香川県交通から貸切バス部門を譲り受け、香川県内エリアを強化している。特に高速バスはJR四国グループにとっては鉄道に次ぐ主力事業として位置づけられており、順調に売上を伸ばしてきたが、こちらも2009年からは高速道路料金のETC休日特別割引の影響を受け、2010年4月26日に発表した2009年度の営業概況では、運輸収入は前年比10%減となり、分社化以来初の減収となった。とはいえグループ内では稼ぎ頭の部門であり、西日本鉄道などと同様に実質的には鉄道会社ではなく高速バス会社といえる収益構造となっている。
鉄道事業以外では、通信販売事業、分譲住宅事業、宿泊事業、旅行業を行っている。通信販売事業では、四国の特産物等を販売している。事業開始当初は電話、FAXでの受注のみであったが、現在ではインターネット販売も行っている。
分譲住宅事業では、2016年から分譲マンション事業に参入、高松市昭和町二丁目の自社社宅跡地で都市環境開発との共同企業体 (JV) で第1号物件となる「J.クレスト高松昭和町」を販売したほか、鉄道の営業エリア外である兵庫県姫路市でも同じく2016年に都市環境開発とのJVにより姫路フォーラス跡地で「姫路ザ・レジデンス」を販売した。ニュータウンであるオレンジタウン（さぬき市）については、子会社のJR四国不動産開発が手掛けている。
宿泊事業では、既存のJRホテルクレメント各店舗に加え、2018年より簡易宿泊施設「4S STAY」を、鉄道の営業エリア外である京都市を皮切りに、2店目を鉄道営業エリア内の徳島県三好市の阿波池田駅前に開業している。さらに、宿泊特化型ホテル「クレメントイン高松」「クレメントイン高知」「クレメントイン今治」を開業している。
旅行業では、旅行センターとしてJR四国ツアー支店・ワープ支店を四国4県に5店舗、大阪市梅田に1店舗を構える。
それでも鉄道事業が会社設立時から赤字続きであるため、経営環境は厳しい。2017年には鉄道網の維持策を考える有識者懇談会を設置した。2018年7月30日の定例記者会見で半井真司社長は「（政府からの追加財政支援が決まった）JR北海道のように、いずれは要望を出していく必要がある」と述べた。
以下の点はJRグループの旅客鉄道会社6社の中でJR四国が唯一である（車両については「車両」節を参照）。
- 北海道新幹線が部分開業して以降、自社で新幹線路線を運営していない。
- 独自のクレジットカードを発行していない。その代わりとして、主要駅ではJR西日本の「J-WESTカード」の申込書を配布している。
- 特定都区市内が存在しない。
- エリア内に政令指定都市が存在しない。

また、以下のことについては、貨物を含めたJRグループ7社の中でJR四国が唯一である。
- 社名のデザイン文字に通常の「鉄」の文字を使っている（他社は「鉃」〈「金」偏に「矢」〉）。
- 社歌が存在しない（代わりに愛唱歌がある）。
- 発足以来、自社帰責事由に基づく死亡事故が生じていない。
- 鉄道・車両・乗務員の管理を本社鉄道事業本部の直轄とし、支社等を置いて地域毎に分割していない[注釈 2]。JR四国自体が貨物部門を除き、日本国有鉄道四国総局の流れを汲んでいる。

### IC乗車カードの導入
JR四国は独自のIC乗車カードを発行していない。2012年3月に高松駅と坂出駅で、2020年3月には予讃線・土讃線・高徳線の合計20駅の改札で西日本旅客鉄道（JR西日本）の「ICOCA」が使えるようになったが、香川県の一部の駅に限られる。2023年5月27日に青森県と秋田県の一部の駅が「Suica」に対応したため、香川県を除く四国3県は「Suica」などの全国相互利用サービス対応のICカード対応駅のない最後の県となった。
IC乗車カードの発行については、2002年2月に、「四国共通カード（仮称）」を2014年を目処に発行することで、高松琴平電気鉄道、伊予鉄道、土佐電気鉄道（現・とさでん交通）と合意していた。しかし、その後具体的な進展はみられなかった。JR四国の自社サイトには、当面IC乗車カードの導入予定はないという見解が2010年12月当時も記されていた。そのため2012年3月16日まで、JR旅客鉄道会社で唯一「Suica」などJR他社やそれと相互利用可能なIC乗車カードが一切使用できなかった。なお、四国共通カードで合意していた他の3社は、高松琴平電気鉄道が「IruCa」（イルカ）、伊予鉄道が「ICい〜カード」、土佐電気鉄道が「ですか」という、各社それぞれのバスや鉄道で使えるIC乗車カードを発行している。
2010年5月25日に、新たに社長に就任することが決まった泉雅文専務（当時）は記者会見で、将来的にIC乗車カードの導入を進めたい考えを示し、「4 - 5年程度でセットしないといけないだろう」と述べた。
その後2011年6月に、鉄道・運輸機構の剰余金によるJR四国を含むJR関連4社への支援が盛り込まれた改正旧国鉄債務処理法が成立したのを受け、この支援を原資としたIC乗車カードの導入を検討すると報じられた。これに合わせて2011年6月27日に、泉雅文社長（当時）は定例会見において、まずは香川地区から西日本旅客鉄道（JR西日本）の「ICOCA」あるいは東日本旅客鉄道（JR東日本）の「Suica」などと同様の形式のIC乗車カードを、2014年度までに導入することを検討する方針である、と表明した。
2011年9月26日にJR四国とJR西日本の両社は、2012年春に高松駅・坂出駅の両駅と、ICOCAの岡山・福山エリア間で、ICOCAが利用可能となる予定と発表した（専用自動改札機の設置などの導入費用はJR西日本が負担）。
2012年3月17日より、高松駅にICOCA専用の自動改札機1台、坂出駅に入場用と出場用のICOCA専用の簡易改札機各1台を設置して、前述の通り両駅でICOCA（相互利用可能なSuica・TOICA・SUGOCA・PiTaPaも、2013年3月23日以降はKitacaやPASMO・manaca・nimoca・はやかけんを追加）の利用が可能になった。ただし、この両駅ではチャージは専用チャージ機を各1台ずつ設置してSMART ICOCAのみ対応し、ICOCAは発売せず、また定期券の取り扱いも行わなかった。エリア面でも制約があり、両駅間にある香西駅 - 八十場駅の各駅では利用できなかった（この時点。後述の通り2014年から利用可能になる）。さらに両駅と、ICOCAの広島エリア（山陽本線本郷駅、呉線須波駅以西）を行き来することはできなかった。
なお、これに先立って、2012年2月1日より四国エリアのすかいらーくグループ各店に、また2月7日より四国エリアのローソン各店（約420店）に、それぞれICOCA電子マネーが導入された。さらに2013年3月1日からは、四国地区のセブン-イレブン各店でも利用可能になった。
この時点では、泉雅文社長は高松・坂出両駅でICOCAを先行対応させた後に、2014年度までに独自のIC乗車カードを導入の上、「発行する独自のICカードは、JR5社や私鉄のカードと共通で使えるようにしたい」と表明していた。
その後、2012年7月30日にJR四国はJR西日本とともに、2014年春以降、予讃線の一部と瀬戸大橋線へICOCAを導入する予定であると発表した。また、投資負担軽減や相互利用を図るため独自のICカードは導入せず「ICOCA」の導入を決定し、定期券の導入や対象駅の拡大は、導入後の利用状況を精査した上で検討するとしている。
2013年8月26日、JR四国とJR西日本は、2014年春に予讃線高松駅 - 多度津駅間と本四備讃線（瀬戸大橋線）児島駅 - 宇多津駅間でのサービス導入時に発売する四国地区用のオリジナルデザインICOCAカードの名称「SHIKOKU ICOCA」とデザインを発表した。発表によると、「SHIKOKU ICOCA」には定期乗車券機能は付加されない。両区間でのサービスは2014年3月1日から開始された。
国土交通省は2015年7月15日に公表した「交通系ICカードの普及・利便性拡大に向けた検討会　とりまとめ」の中で、IruCa・ICい〜カード・ですかを含む（相互利用対象外となっている）「地域独自カード」について、全国相互利用可能となっているICOCAを含む10カードの「片利用共通接続システム」を構築することで、相互利用可能10カードを独自カード導入交通機関で利用可能にすることを検討するとしており、IruCaについては2018年3月3日より、高松琴平電気鉄道の電車区間において、全国相互利用ICカードの「片乗り入れ」による利用が導入された。
2020年3月14日、訪日外国人観光客の利用が多い、予讃線詫間駅・観音寺駅、土讃線善通寺駅・琴平駅、高徳線栗林公園北口駅・栗林駅・屋島駅について「ICOCA」が利用可能となり、JR四国管内では20駅でICカードが利用可能になった。

### チケットアプリ
2022年11月より、スマートフォン用のチケット購入・使用アプリ「しこくスマートえきちゃん」（スマえき）が導入された。スマートフォンのアプリ上で切符を購入し、スマートフォンでアプリの画面を係員に提示することで使用できる。サービス開始当初はトクトクきっぷなど特別の切符専用だったが、2023年4月からは普通乗車券や定期券なども購入できるようになった。一部の駅にはQRコード対応の専用改札が導入されている。

### 共通運賃制度の導入
2022年3月に「地域における一般乗合旅客自動車運送事業及び銀行業に係る基盤的なサービスの提供の維持を図るための私的独占の禁止及び公正取引の確保に関する法律の特例に関する法律」（独占禁止法特例法、令和2年法律第32号）に基づき、徳島バス及びJR四国による「徳島県南部における共同経営計画」が国土交通大臣から認可された。この「徳島県南部における共同経営計画」（共同経営計画対象区域は牟岐線阿南駅 - 浅川駅間）により、徳島バス（高速バスの室戸・生見・阿南大阪線の一般道区間）をJR乗車券類により利用でき、乗り換え時の初乗り運賃も不要とする共通運賃・通し運賃の設定及び収入調整が行われることになった。

## 企業理念
四国とともに光り輝く。四国想いの「総合サービス企業」として。

## 事業所

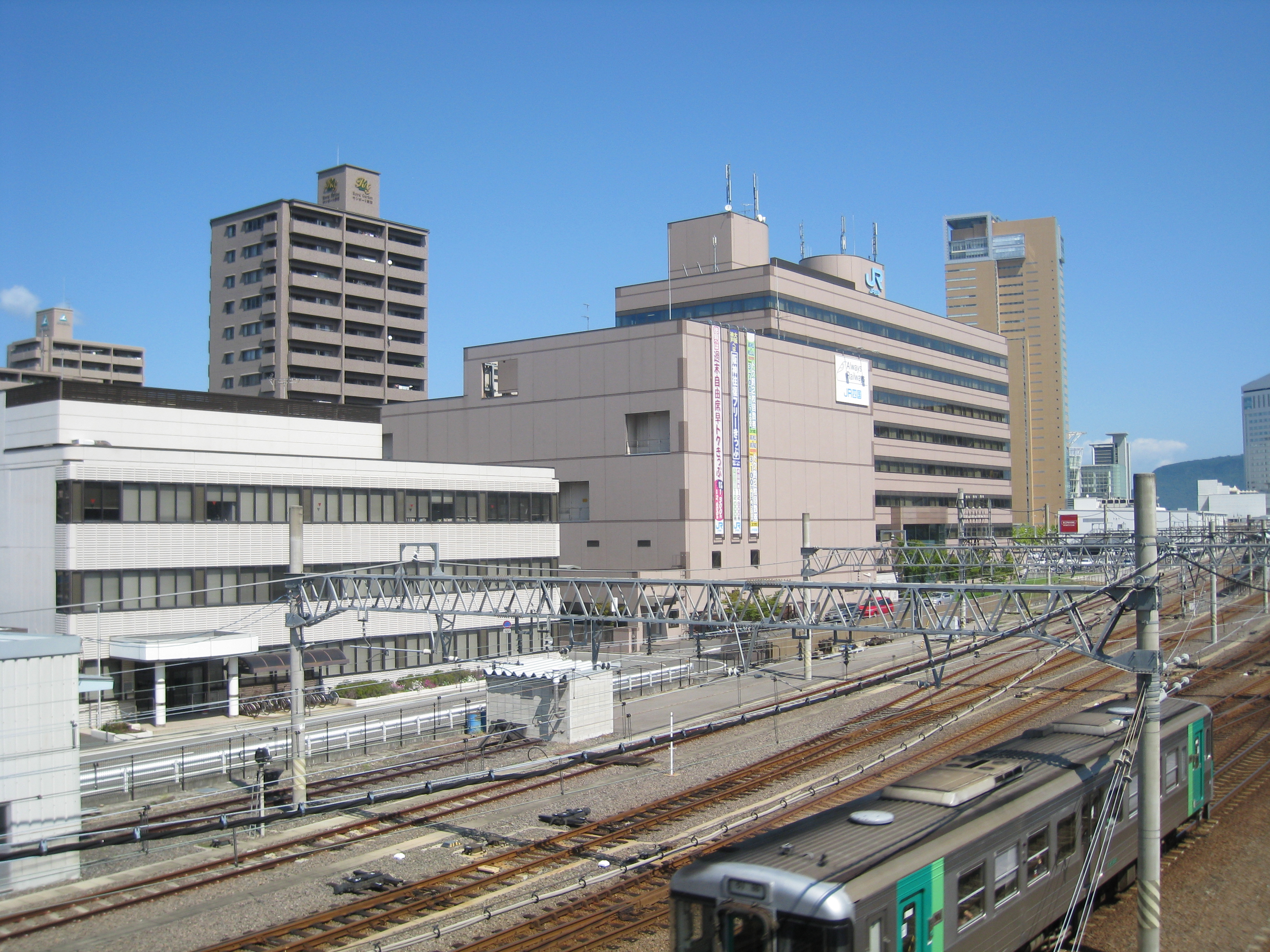
JR四国 本社

日本貨物鉄道（JR貨物）も含めたJRグループ7社のうちで唯一支社が存在せず、全路線が本社の直轄となっている。国鉄時代も四国総局（JR移行直前の組織名称）が四国島内を一括して管轄していた。本社や営業・企画部門は以下の通り。
| 名称       | 所在地                                                    |
| ---------- | --------------------------------------------------------- |
| 本社       | 香川県高松市浜ノ町8番33号                                 |
| 東京統括部 | 東京都千代田区永田町二丁目12番4号 赤坂山王センタービル9階 |
| 愛媛企画部 | 愛媛県松山市南江戸一丁目14番1号                           |
| 徳島企画部 | 徳島県徳島市寺島本町西一丁目61番地                        |
| 高知企画部 | 高知県高知市栄田町二丁目1番17号                           |
| 大阪営業部 | 大阪府大阪市北区芝田二丁目8番11号 共栄ビル3階             |

## 本社組織
2025年4月1日時点
- 総合企画本部
  - デジタル戦略室
- 四国家連携部
- 東京統括部
- 愛媛企画部
- 徳島企画部
- 高知企画部
- 監査室
- 広報室
- 総務部
  - 総務課
  - 人事課
  - 勤労課
  - 研修センター
  - 診療所
- 財務部
  - 財務課
  - 経理課
  - 資材課
- 鉄道事業本部
  - 安全推進室
  - お客様サービス推進室
  - 営業部
    - 業務課
    - 営業企画課
    - 商品企画課
    - 販売促進課
    - 誘客戦略室
    - ものがたり列車推進室
      - 伊予灘ものがたり企画室
      - 千年ものがたり企画室
      - 時代の夜明けのものがたり企画室

    - 販売センター
    - 駅・JR四国ツアー支店

  - 運輸部
    - 運輸課
    - 車両課

  - 工務部
    - 保線課
    - 工事課
    - 電気課
- 大阪営業部
- 事業開発本部

## 歴代社長
| 代数  | 氏名       | 在任期間        | 出身校                   |
| ----- | ---------- | --------------- | ------------------------ |
| 初代  | 伊東弘敦   | 1987年 - 1998年 | 東京大学工学部           |
| 第2代 | 梅原利之   | 1998年 - 2004年 | 京都大学工学部           |
| 第3代 | 松田清宏   | 2004年 - 2010年 | 東京大学工学部           |
| 第4代 | 泉雅文     | 2010年 - 2016年 | 京都大学法学部           |
| 第5代 | 半井真司   | 2016年 - 2020年 | 神戸大学工学部           |
| 第6代 | 西牧世博   | 2020年 - 2024年 | 大阪大学大学院工学研究科 |
| 第7代 | 四之宮和幸 | 2024年 -        | 京都大学大学院工学研究科 |

## 歴史
- 1987年（昭和62年）
  - 4月1日：国鉄が分割民営化され、四国旅客鉄道（JR四国）発足[2]。
  - 7月1日：国内旅行業開始[1]。
  - 10月2日：予讃本線坂出駅 - 多度津駅間電化[68]。
- 1988年（昭和63年）
  - 4月1日：中村線が廃止され、土佐くろしお鉄道に転換[2][69]。同時に同線との相互直通運転開始。
  - 4月10日：本四備讃線（瀬戸大橋線）開業[69]、快速「マリンライナー」運転開始[2]。これに伴い、宇高連絡船（ホーバークラフト含み高速艇除く）が前日の9日限りで廃止[70]。高徳線高速化（最高速度110km/h、それまでは85km/h）工事完成。特急「うずしお」運転開始[70]。
  - 6月1日：線路名称の「○○本線」の呼称を廃止[71]。
- 1989年（平成元年）
  - 3月11日：特急「南風」「しまんと」で2000系気動車運転開始[72]。瀬戸大橋線児島駅 - 宇多津駅間と土讃線多度津駅 - 阿波池田駅間高速化（最高速度120km/h）。
  - 7月1日：土讃線阿波池田駅 - 高知駅間高速化（最高速度120 km/h）。
  - 10月14日：高松駅前 - 東京駅前間に夜行高速バスを運転開始[2]。
- 1990年（平成2年）
  - 4月1日：宇高連絡船高速艇が運航休止[73]。
  - 11月21日：特急「しおかぜ」にも2000系気動車を投入[74]。予讃線の伊予北条駅 - 伊予市駅間が電化[69][74]。予讃線・内子線・土讃線高知駅 - 窪川駅間（最高速度120 km/h、一部区間110 km/h）と牟岐線が高速化（最高運転速度110 km/h）、特急「うずしお」牟岐線乗り入れ開始。
- 1991年（平成3年）
  - 3月16日：運航を休止していた宇高連絡船高速艇が再開されないまま廃止[69][75]。これに伴いJR四国が宇高航路から撤退。
  - 11月21日：四国全線の自動信号化[69]・CTC化完成[76]。
- 1992年（平成4年）
  - 3月26日：阿佐海岸鉄道阿佐東線が開業し[77]、同線との相互直通運転を開始[69]。
  - 4月1日：前日の50系客車（高徳線に1往復残っていたJR四国最後の定期客車列車321・322レ）の営業運転終了により、全列車冷房化達成[78]。
  - 7月23日：予讃線の観音寺駅 - 新居浜駅間、今治駅 - 伊予北条駅間が電化[69][79]。
  - 8月15日：特急「いしづち」「しおかぜ」で8000系電車運転開始（当時の運転区間は高松駅・岡山駅 -　新居浜駅間）[79]。
- 1993年（平成5年）
  - 3月18日：予讃線今治駅 - 新居浜駅間が電化され、高松駅 - 伊予市駅間の電化完成[69]。松山駅折り返しの特急「いしづち」「しおかぜ」の大半が電車化され、最高速度130km/hに。車内改札の改札鋏がスタンプ式となる[80]。
- 1994年（平成6年）
  - 12月1日：管内快速・普通列車を全面禁煙化（電車は当初から全面禁煙、喫煙車は国鉄型気動車に残っていた）。
- 1995年（平成7年）
  - 7月31日：香川県交通株式会社（高松市のタクシー会社）から貸切バス事業を譲り受ける。
- 1996年（平成8年）
  - 1月10日：JR四国を含む三島会社が運賃を改定[81][82]。JRグループの日本全国同一運賃体系が崩れ、運賃格差が発生[83]。
  - 3月16日：徳島線高速化（最高運転速度110km/h）、特急「剣山」運転開始[69]。
- 1997年（平成9年）
  - 5月1日：公式ウェブサイトを開設[84]。
  - 6月16日：本社移転[68]。
- 1998年（平成10年）
  - 3月14日：高徳線高速化（最高速度130 km/h）完成[69]。
  - 7月10日：寝台特急「サンライズ瀬戸」運転開始[85]。
- 1999年（平成11年）
  - 3月13日：急行「よしの川」廃止によりJR旅客6社で初めて急行列車全廃[83]。
- 2000年（平成12年）
  - 10月14日：土讃線の特急で「アンパンマン列車」運転開始[83][86]。
  - 11月：シルバーシートを「優先座席」に名称変更する[87]。
- 2001年（平成13年）
  - 5月13日：高松駅新駅舎完成[86]。同駅の移転により予讃線・高徳線の営業キロが0.3km短縮[88]。
  - 6月22日：改正JR会社法が施行（成立は2001年6月15日）。本州3社が本法の適用から除外されたものの、指針によりJR四国を含む三島会社とJR貨物との協力関係の維持を規定。
- 2002年（平成14年）
  - 6月1日：岡山企画部を設置[89]。
  - 7月1日：土佐くろしお鉄道ごめん・なはり線開業[83] に伴い、同線との相互直通運転開始[89]。
- 2003年（平成15年）
  - 9月30日：特急の車内販売を全廃（子会社の四鉄構内営業の解散による）[90]。
  - 10月1日：瀬戸大橋線 快速「マリンライナー」に5000系電車投入。
- 2004年（平成16年）
  - 4月1日：バス部門をジェイアール四国バスに分社化[86]。
  - 9月18日：2004年の鉄道友の会ブルーリボン賞を受賞した5000系5100形車両の授賞式が高松駅で開催。
  - 10月13日：特急「いしづち」でリニューアル工事を受けた8000系電車が運転開始。同年12月20日、特急「しおかぜ」でも運転開始（ともに一部列車）。
- 2006年（平成18年）
  - 3月1日：臨時駅を除く全駅を対象に駅番号表示を開始（JR旅客6社で初。相互直通運転を行う土佐くろしお鉄道、阿佐海岸鉄道と同時実施）。
  - 5月25日：徳島地区に一般型気動車1500形投入。
- 2007年（平成19年）
  - 3月1日：制服を29年ぶりに全面変更[注釈 4]。
- 2008年（平成20年）
  - 2月26日：高知駅新駅舎開業に合わせて、同駅にJR四国初となる自動改札機を導入。
  - 3月15日：特急列車が全席禁煙となる（喫煙ルームを除く）。阿佐海岸鉄道阿佐東線との相互直通運転を一時中止。電話案内センターを開設。高知駅でJR四国初の指定席券売機を設置。
  - 6月1日：JR西日本の5489サービスに共同参加する形で電話予約サービス開始。同じく高松駅に自動改札機が設置されるとともに、指定席券売機設置。
  - 10月10日：高松駅にエクスプレス予約の受信端末を設置。
- 2009年（平成21年）
  - 3月19日：特急列車での車内販売を予讃線・土讃線で試験的に再開（短い区間で限定的に実施）。8月1日より正式に復活。
  - 6月1日：岡山企画部を廃止。
  - 10月1日：岡山駅発着の四国方面の特急列車と快速「マリンライナー」に、J-WESTカードによる「e割きっぷ」(e5489plus)を導入。
  - 12月1日：阿佐海岸鉄道阿佐東線との相互直通運転を再開。
- 2010年（平成22年）2月1日：JR四国初の女性運転士（2名）誕生。
- 2011年（平成23年）
  - 3月5日：JR西日本の「（新）e5489」に共同参加。これによりJR四国・JR西日本・JR九州各社の大半の列車のネット予約が可能になった。
  - 3月12日：管内の特急列車についてエル特急の呼称を廃止。特急列車の喫煙ルームを廃止し、完全禁煙とする。
  - 7月9日：予土線で「海洋堂ホビートレイン」を運転開始。
- 2012年（平成24年）
  - 3月17日：高松駅に専用自動改札機、坂出駅に専用簡易改札機を設置し、両駅でICOCAが利用可能になった。
  - 3月29日：香川県と観光パートナーシップ協定を締結。併せて高松駅に「さぬきうどん駅」の愛称をつける[91]。以後も定期的に協定を再締結[92][93]。
- 2013年（平成25年）
  - 10月5日：予土線で、トロッコ列車「清流しまんと号」をリニューアルした「しまんトロッコ」を運転開始。
- 2014年（平成26年）
  - 3月1日：予讃線 高松駅 - 多度津駅の各駅でICOCAのサービスを開始（高松駅・坂出駅は2012年に導入済み）。
  - 3月15日：予土線で「鉄道ホビートレイン」を運転開始。予讃線伊予市駅 - 伊予大洲駅（伊予長浜駅経由）の愛称が「愛ある伊予灘線」となる。
  - 6月23日：予讃線の特急「いしづち」で8600系電車運転開始。
  - 7月4日：セブン-イレブン・ジャパンと業務提携。3年以内に四国キヨスクが運営する既存のキヨスク・ビッグキヨスクのうち36店舗を「セブン-イレブン KIOSK」の看板に掛けかえる[94]。
  - 7月26日：予讃線で四国初の本格観光列車「伊予灘ものがたり」を運転開始。
  - 10月29日：高松駅・後免駅など4駅構内の計7か所の副本線で、検査が実施されていなかったことが、会計検査院の指摘により判明[95]。
- 2016年（平成28年）
  - 2月25日：台湾鉄路管理局と姉妹友好協定を締結[96]。
  - 3月26日：ダイヤ改正により、予讃線の特急「しおかぜ」「いしづち」に8600系電車、8000系電車アンパンマン列車が導入され、松山駅以東の予讃線特急は高松駅 - 伊予西条駅間の1往復を除いて全て電車となり、「しおかぜ」「いしづち」の宇和島駅までの乗り入れがなくなる。特急「宇和海」に、自転車をそのまま持ち込めるサイクルルーム付き車両を導入（自転車の積み下ろしは松山駅と宇和島駅のみ）[97]。
  - 7月24日：分譲マンション事業に参入。第1号物件「J.クレスト高松昭和町」販売開始。

- 8000系電車の台鉄EMU800型区間車ラッピング仕様
- ラッピングの元になった台鉄EMU800型区間車

- 2017年（平成29年）
  - 3月：台湾鉄路管理局との姉妹協定1周年記念でスタンプラリーの実施および、JR四国の8000系と台湾鉄路管理局EMU800型電車の塗装を交換したラッピング列車の運行を開始[98]。
  - 4月1日：土讃線で観光列車「四国まんなか千年ものがたり」を運転開始。
  - 9月11日：徳島大学、香川大学、愛媛大学、高知大学と観光分野などでの連携協定を締結。
  - 10月19日：日本郵便四国支社と、無人駅管理や切手販売・鉄道利用促進などでの協力協定を締結[99]。
- 2018年（平成30年）
  - 7 - 9月：平成30年7月豪雨による冠水や斜面崩壊で134カ所が被災。9月13日の予讃線卯之町駅 - 宇和島駅間の運転再開で不通区間が全て解消[100]。
- 2019年（平成31年・令和元年）
  - 3月15日：113系電車の定期運用が終了。
  - 8月6日：高徳線の特急「うずしお」で2700系気動車の先行試作車が営業運転開始[101]。
  - 8月31日：113系電車が全廃[102][103]となり、JRグループで初めて営業用電車全てのVVVFインバータ制御化が完了[104]。
- 2020年（令和2年）
  - 3月1日：「四国家連携部」設置など組織改正[26]。
  - 7月4日：土讃線で観光列車「志国土佐 時代の夜明けのものがたり」を運転開始。
  - 10月10日：徳島線で観光列車「藍よしのがわトロッコ」を運転開始[105]。
  - 11月1日：牟岐線阿波海南駅 - 海部駅間が阿佐海岸鉄道阿佐東線に編入[106][107]。
- 2021年（令和3年）
  - 3月13日：ダイヤ改正により、土讃線特急「南風」「しまんと」の全列車が2700系気動車に置き換わり、両列車での2000系気動車の運用終了。予讃線の特急「ミッドナイトEXP高松」「ミッドナイトEXP松山」が廃止。特急「モーニングEXP高松」「モーニングEXP松山」も休日運休に変更。徳島線徳島駅 - 穴吹駅間・土讃線土佐山田駅 - 高知駅間で日中時間帯にパターンダイヤを導入（一部）[108][109]。
- 2022年（令和4年）
  - 3月12日：ダイヤ改正により、「モーニングEXP高松」「モーニングEXP松山」が毎日運行化。
  - 4月2日：2代目「伊予灘ものがたり」運行開始[110]。
  - 9月30日：この日限りで、自社線完結およびJR西日本と跨る区間の普通回数乗車券の発売を終了[111][112]。
  - 11月24日：スマートフォンで購入・利用できるチケットアプリ「しこくスマートえきちゃん」（スマえき）サービス開始[56]。
- 2023年（令和5年）
  - 5月20日：運賃改定を実施。平均12.82%の値上げ[113]。
  - 10月3日：プライベート・エクイティ・ファンド「JR四国・リレーションシップ1号投資事業有限責任組合」（通称：四国・リレーションシップファンド）」の設立を発表[114]。
- 2024年（令和5年）
  - 3月29日：副駅名で収入を得る「貴社の想いを…まるごと駅広告」導入第一弾のセレモニーを南小松島駅（副駅名は「日新四国工場 玄関口駅」）で開催[115]。
  - 9月29日：松山駅高架化に合わせて、同駅に自動改札機を設置[116]。

## 路線

### 現有路線
下表に挙げる9路線、総営業キロ853.7 kmの鉄道路線（第一種鉄道事業）を営業している。この総営業キロは、JRグループの旅客鉄道会社6社では最短であり、日本の鉄道事業者では東海旅客鉄道（JR東海）の1,982.0 kmに次ぐもので、近畿日本鉄道（近鉄）508.2 kmが続く。発足以来狭軌（軌間1067mm）の在来線の運行のみを受け持ち、新幹線（標準軌、軌間1435mm）の運行を行っておらず、北海道新幹線開業後は、JR旅客鉄道会社6社の中で唯一の新幹線を持たない事業者となっている。なお、2021年3月31日に発表した「長期経営ビジョン2030」と「中期経営計画2025」で、「新幹線等の抜本的高速化の早期実現」に取り組むとしており、将来の四国新幹線の導入を目指している。
国鉄時代およびJR四国発足時は、予讃本線・土讃本線・高徳本線・徳島本線の4路線が「○○本線」と呼称されていたが、発足翌年の1988年（昭和63年）6月1日に線路名称から「本線」呼称をなくし、全て「○○線」が正式名となった。
香川県・愛媛県および岡山県内に電化区間があり、全て直流電化である。また、予讃線の一部と本四備讃線が複線化されているが、複々線区間は、JR旅客鉄道会社6社の中で唯一存在しない。
駅は257駅と臨時駅2つがある。JR四国発足後に開業した駅は非常に少なく、2024年4月時点で、予讃線の大浦駅と南伊予駅、土讃線の小村神社前駅、高徳線のオレンジタウン駅、牟岐線の文化の森駅の5駅のみであり、全て無人駅である。なお、本四備讃線の中間駅は、境界駅の児島駅を含めて全てJR西日本岡山支社の管轄である。
2006年3月1日にはJRグループ初の駅ナンバリングを採用した。500 kmを超える路線を持つ鉄道事業者が一度に全駅付番（JR西日本境界駅1駅を除く）した例は日本では他にない。駅ナンバリングは土佐くろしお鉄道と共通である。詳細は「駅ナンバリング一覧」と「ラインカラー一覧」を参照。
| 分類       | 路線名     | 区間                | 営業キロ | 愛称                                                                    | 備考                                |
| ---------- | ---------- | ------------------- | -------- | ----------------------------------------------------------------------- | ----------------------------------- |
| 幹線       | 予讃線     | 高松駅 - 宇和島駅   | 297.6 km | 瀬戸大橋線（高松駅 - 宇多津駅） 愛ある伊予灘線（伊予市駅 - 伊予大洲駅） | 1988年6月1日に「予讃本線」から改称  |
| 幹線       | 予讃線     | 向井原駅 - 内子駅   | 23.5 km  |                                                                         | 1988年6月1日に「予讃本線」から改称  |
| 幹線       | 予讃線     | 新谷駅 - 伊予大洲駅 | 5.9 km   |                                                                         | 1988年6月1日に「予讃本線」から改称  |
| 幹線       | 高徳線     | 高松駅 - 徳島駅     | 74.5 km  |                                                                         | 1988年6月1日に「高徳本線」から改称  |
| 幹線       | 土讃線     | 多度津駅 - 窪川駅   | 198.7 km |                                                                         | 1988年6月1日に「土讃本線」から改称  |
| 幹線       | 本四備讃線 | 児島駅 - 宇多津駅   | 18.1 km  | 瀬戸大橋線                                                              | 茶屋町駅 - 児島駅間はJR西日本の管轄 |
| 地方交通線 | 内子線     | 新谷駅 - 内子駅     | 5.3 km   |                                                                         |                                     |
| 地方交通線 | 予土線     | 若井駅 - 北宇和島駅 | 76.3 km  | しまんとグリーンライン                                                  |                                     |
| 地方交通線 | 鳴門線     | 池谷駅 - 鳴門駅     | 8.5 km   |                                                                         |                                     |
| 地方交通線 | 徳島線     | 佃駅 - 佐古駅       | 67.5 km  | よしの川ブルーライン                                                    | 1988年6月1日に「徳島本線」から改称  |
| 地方交通線 | 牟岐線     | 徳島駅 - 阿波海南駅 | 77.8 km  | 阿波室戸シーサイドライン                                                |                                     |

- 「瀬戸大橋線」は予讃線の高松駅 - 宇多津駅間、本四備讃線の全線、およびJR西日本宇野線の岡山駅 - 茶屋町駅間の愛称[119]。

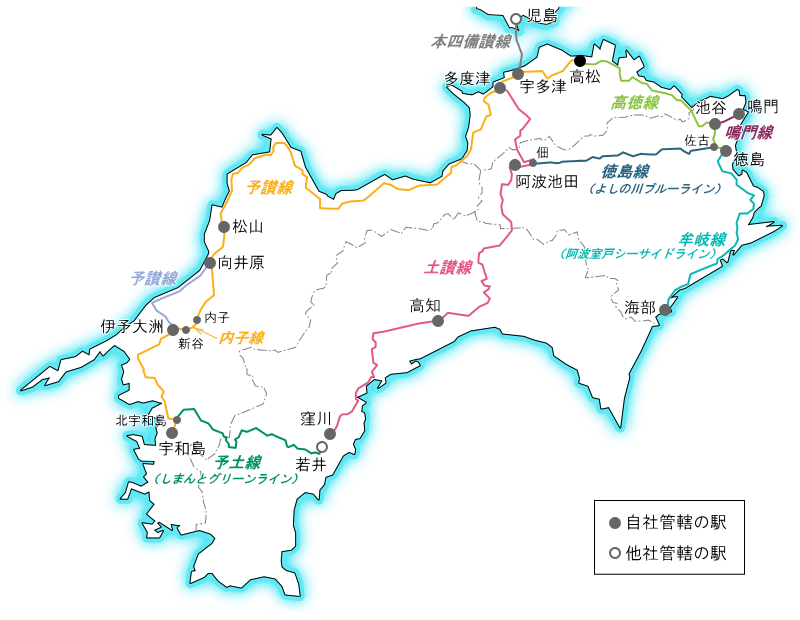
路線図

### 廃止路線
JR四国はJR東海とともに、第三セクター鉄道や新線への転換を除いた純粋な廃止路線は存在していない。
| 分類       | 路線名   | 区間                | 営業キロ | 廃止年月日     | 備考 |
| ---------- | -------- | ------------------- | -------- | -------------- | --- |
| 地方交通線 | 中村線   | 窪川駅 - 中村駅     | 43.4 km  | 1988年4月1日   | 第3次特定地方交通線の指定を受けて廃止 土佐くろしお鉄道に転換 転換時に営業キロが改定されたため、現在は43.0 km                                                  |
| 地方交通線 | 牟岐線   | 阿波海南駅 - 海部駅 | 1.5 km   | 2020年10月31日 | 阿佐海岸鉄道阿佐東線のDMV化に伴う同線への編入により廃止 |
| 航路       | 宇高航路 | 宇野駅 - 高松駅     | 18.0 km  | 1988年4月10日  | 瀬戸大橋線開業に伴い、宇高連絡船とホーバークラフトが廃止。 残った高速艇も1990年3月31日に運航休止、1991年3月16日に航路廃止。 実際の距離は11.3海里（21.0 km）。 |

## ダイヤ
ダイヤ改正については3月に実施することが多く、他のJR各社に合わせて実施されるが、年によっては実施されないこともある。

## 列車
JR四国で運行している列車種別は「特別急行（特急）」「快速」「普通」の3種類である。
旅客営業規則には「普通急行列車」（いわゆる急行）の記載があるものの、1999年の「よしの川」の廃止後はJR四国では定期運行されていない。

### 特急

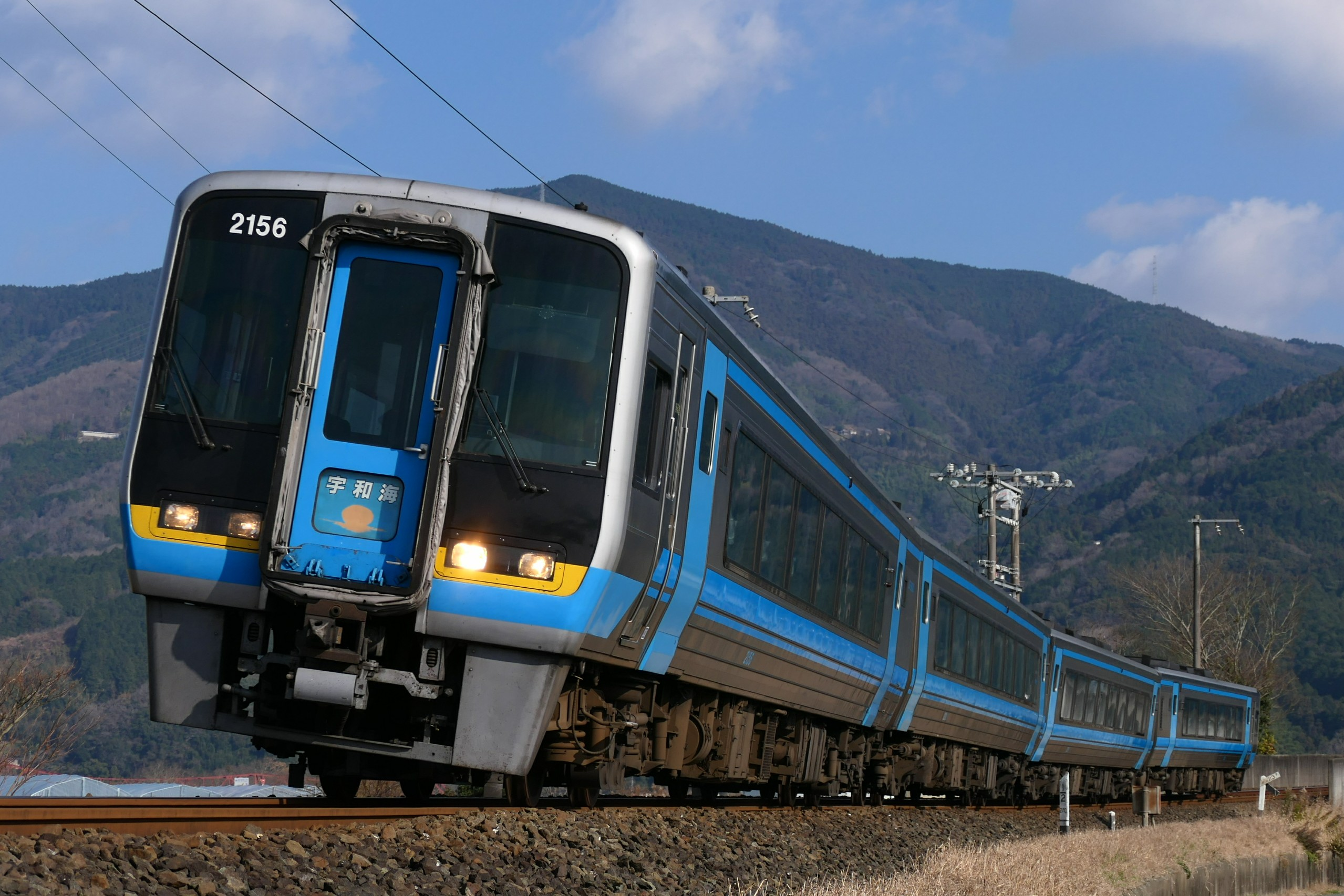
特急「宇和海」

全般的に速達列車優先のダイヤ構成をとっている。特急列車は、日中は速達性重視として停車駅を絞り込んでいるものの、通勤通学時間帯は通勤特急としての役割を果たすために、停車駅を増やしている。また、通勤・通学定期券と別途自由席特急券を買えば、特急列車の自由席を利用できる。最初から特急料金を組み込んだ特急定期券「快てーき」も設定されている。
1994年6月1日からは、それまでの50kmまでの特定特急券に加えて、新たに25kmまでの特定の特急料金を設定した。2019年10月1日から消費税増税に合わせ、25kmまで330円、50kmまで530円に改訂された。2023年5月20日から運賃改定に伴って50kmまでの特定特急券が廃止され、25kmまでの特定特急券（450円）のみの設定となった。
特急の全面禁煙化には従来否定的であった。全面禁煙化を行っていないJR西日本直通列車が多いのに加え、高速バスとの競争上残さざるを得ないためであった。それでも利用客からは全面禁煙化の要望も多く、受動喫煙を防止するよう定めた健康増進法が施行されたこともあって、特急車両である8000系や2000系では喫煙ルームの設置を新たに行うことで分煙化を進めてきた。
2007年時点では指定席のみが禁煙席で、2011年までには全席禁煙とすることが発表されていたが（「南風」運用の「アンパンマン列車」は先行して客室禁煙としていた）、当初より前倒しして2008年3月15日からすべての車両がデッキも含めて完全禁煙となった。2010年12月17日、2011年3月のダイヤ改正で特急列車の喫煙ルームを廃止することが発表され、車内を全面禁煙化することとなった。2011年まで8000系電車で喫煙ルームとして利用されていた場所は携帯電話ルームとして誰でも利用できる。なお、このスペースは2度目のリニューアルを受けた車両では客室に戻されている。
JR四国発足当初から、特急停車駅であっても無人駅のほか、有人駅だが日中以外は駅員不在という駅もあり、そういった無人駅ないし時間帯では乗車券・特急券は停車中の駅ホームないし車内改札にて車掌（複数名乗務していることがある）が発行および回収を行っている。このため、駅員がおらず降車客が多いと集札に時間がかかり発車が遅れ、単線区間では対向列車に遅れが波及し、結果として路線全体が数分遅れでの運転となることがある。
2023年9月26日の社長定例記者会見において「特急列車の指定席を増やしたい」という趣旨の発言があり、特急「宇和海」では、2023年末 - 2024年始から自由席の混雑が見込まれる多客時に、日中の3両編成列車の指定席が3号車の半分だけでなく3号車の全席と2号車の半分にも設定されるようになった。また、特急「南風」では平日の指定席が2号車の半分と1号車であったものが、2024年3月16日ダイヤ改正からは2号車も全席に拡大され、自由席は1両のみとなった。

### 快速

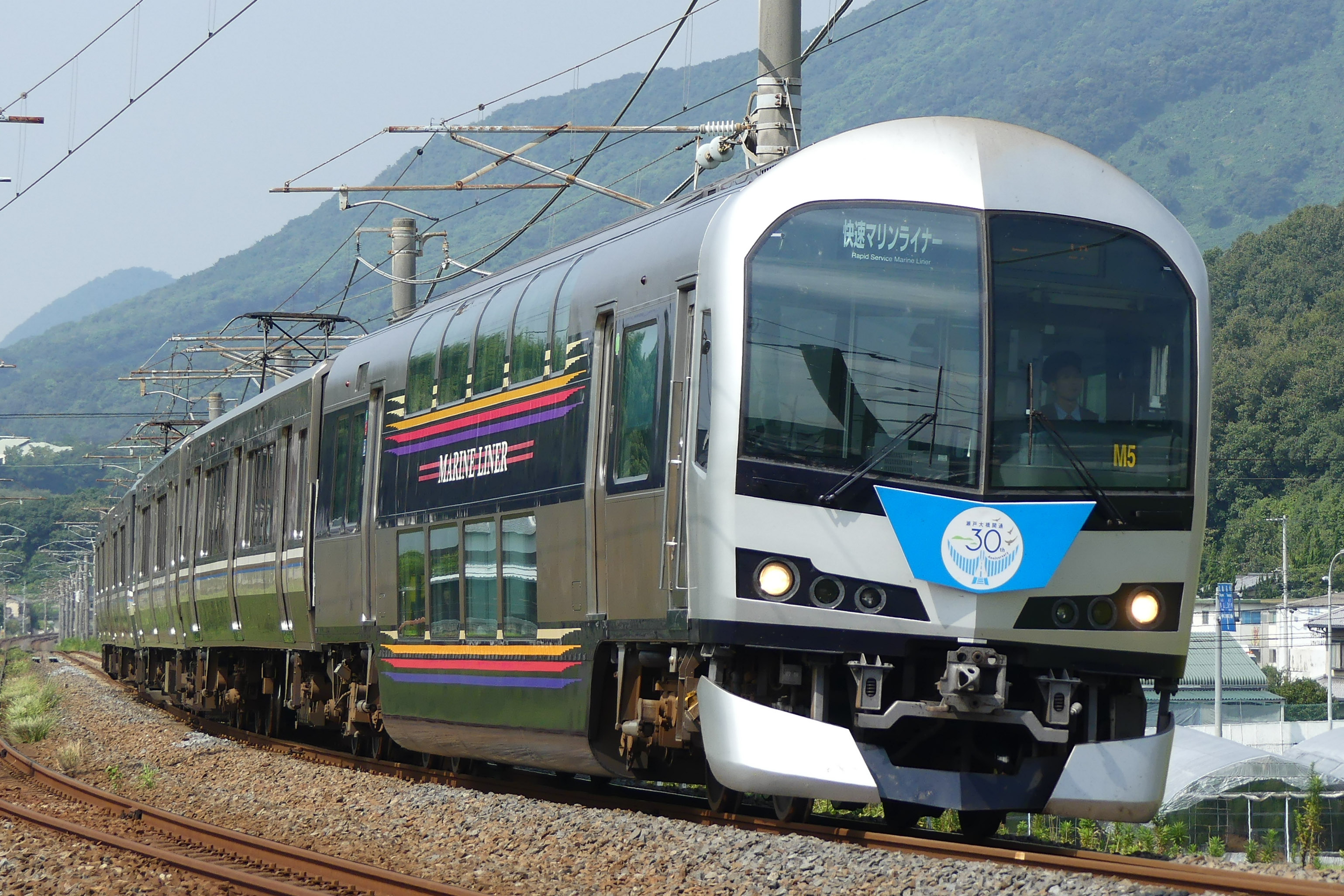
快速「マリンライナー」

快速は、瀬戸大橋線 高松駅 - 岡山駅間の「マリンライナー」、予讃線 高松駅 - 坂出駅間快速の「サンポート」がある。快速「サンポート」は、高松駅 - 坂出駅間快速、坂出以西は一部を除いて終着まで各駅に停車して運転している。一部は1両ワンマンで運転している。
また、土讃線 高知駅発の土佐くろしお鉄道ごめん・なはり線直通の快速列車も（JR区間内では各駅に停車していても）快速扱いとなっている。
臨時快速列車としては、トロッコ列車が単線区間で他の定期列車（特に特急）の運行の妨げにならないように原則快速運転となっている。以前は多客臨の「ムーンライト高知」と「ムーンライト松山」が京都駅との間に設定されていたが、2008 - 2009年の年末年始期を最後に運行されていない。
なお、特別快速や区間快速といった派生的な種別はJR四国では設定されていない。

### トロッコ列車・観光列車
JR四国の各線でトロッコ列車や観光列車を運行している。これらの列車はすべて気動車で運行されており、電車で運行される列車は存在しない。これは、前述の通りJR四国管内の路線の大部分が非電化であるためである。

### 車内販売
特急を含め車内販売は2003年10月にいったん全廃された（当時は四国キヨスクおよび四鉄構内営業担当）が、2009年3月19日から予讃線・土讃線の特急の短い区間で試験的に再開され、同年8月1日より「しおかぜ」「南風」で正式に復活した。復活後も営業は丸亀駅 - 観音寺駅、丸亀駅 - 琴平駅の短い区間に限られていた。販売員が「アンパンマン弁当」など5種類の弁当や缶ビール、コーヒー、菓子などをカートに載せて巡回していた。販売時間は午前9時前後から夕方まで。復活後はグループ会社の高松駅弁（2014年9月に会社解散）が担当していたが、2014年6月よりステーションクリエイト東四国に引き継いでいる。しかし、2019年3月16日のダイヤ改正をもって再び廃止となり、復活から10年で終了となった。なお、8000系・8600系の車内には飲料の自動販売機が設置されている。

### ワンマン運転
児島駅 - 宇多津駅間を除く四国内の全路線で閑散時間帯の列車を中心にワンマン運転を行っている。また、平日の混雑区間のみ車掌が乗務する「区間ワンマン」列車、平日のみ全区間ツーマンとなる列車、またワンマン運転扱いながら車掌が運転扱いを行わない機動改札員として乗務する列車も存在する。この場合、車掌は車内補充券の発売、特別改札、下車時の集札の支援などを行っているが、ドア扱い、車内放送などの運転扱いは行わない。
JR四国管内においてのワンマン列車は有人駅でもドア全部は開放しない「後乗り・前降り」である。始発駅であっても進行方向後部のドアしか開放せず、始発駅での整理券も発行する。ただし、終着駅が有人駅の場合はすべてのドアを開放することもある。また途中駅での乗車客が多い高徳線上り高松駅着の列車では例外的に他のドアより降車客を降ろす時間帯もある。これは2008年以前、乗車券・定期券の所持者も整理券を取らせていたが、その後も取扱いを変更していないためである。2008年3月15日のダイヤ改正より、乗車券・定期券を所持していない客のみに整理券を取らせるようになった。ワンマン運転で乗車券・定期券・整理券のいずれも所持していない場合、始発駅からの運賃を徴収される。
駅のLED式発車標でもワンマン列車であることを明確にし、車内放送、駅放送でも整理券を取るようにPRしている。また、乗車ドアではセンサーで人を感知すると「整理券をお取り下さい」とアナウンスを流す装置を設置し、取り忘れを防止している。
ワンマン列車は基本的に2両編成であっても進行方向後寄りの車両は回送車両として締め切られており乗車はできない。なお、列車によっては、始発駅ではツーマン（車掌乗務）運転であったものが、途中駅で2両目を締め切りワンマン運転となるケース（またはその逆）もある。
また2012年3月17日のダイヤ改正より予讃線・土讃線の一部快速・普通列車において、2両編成でドアの扱いはツーマン同様すべてのドアを扱うが、ドア開閉については従来のワンマン方式同様運転士が行う信用降車型ワンマンといういわゆる都市型ワンマンに似た方式を用いる列車が運行されている。この列車にはこのワンマン方式に対応している車両（2024年時点では121系ワンマン化改造車、7000系電車）のみが運用に就く。
この方式においては従来と異なり、駅係員の有無や編成両数に関わらず全ての車両とドアを開放し、整理券も発行しない。また車内放送も自動放送による案内となり、無人駅においての切符の回収と車内での切符の販売を客室乗務員（アテンダント）が行う以外は、すべて運転士によって行われる。これらの補助として、ドア上にセンサーを設置したり、一部駅において従来のミラーだけでなくモニターを設置したりして、乗降中の乗客を誤ってドアに挟まないよう考慮したシステムが導入されている。このような方式はJR四国でも2009年頃よりマリンライナーや一部の特急列車でも行われていたが、これらの列車にはアテンダントと共に車掌が乗務しているため、厳密には異なる方式である。
JR四国はこの新方式のワンマン列車の導入を今後も拡大していくと示している。
2023年3月ダイヤ改正時点では、予讃線高松駅 - 松山駅間、土讃線多度津駅 - 琴平駅間、高徳線高松駅 - 引田駅間、徳島線徳島駅 - 穴吹駅間にて信用降車型ワンマンを実施している。
後部（2両目以降）締切のワンマン列車の列車番号は4000番台に統一されている。土佐くろしお鉄道ごめん・なはり線直通列車についてはワンマン・ツーマンに関わらず5000番台に統一、信用降車型ワンマンについても5000番台としている。予土線の一部の列車では、後部開放ワンマン（2両目を開放、ドア扱いについては1両目のみ行う）を実施、列車番号は3000番台としている。

### 列車一覧
JR四国発足以降に同社の路線で運行されている、もしくはかつて運行されていた愛称付きの列車を挙げる（2025年3月15日改正時点。廃止列車は廃止時点）。種別が変更された列車は変更後のもので記載し、他社の車両による運行のものはその会社名も記載する。詳細は各列車の記事を参照。

#### 現行列車
- 特急列車
  - しおかぜ
  - いしづち
  - モーニングEXP高松
  - モーニングEXP松山
  - 宇和海
  - 南風
  - しまんと （一部は土佐くろしお鉄道）
  - あしずり（一部は土佐くろしお鉄道）
  - うずしお
  - 剣山
  - サンライズ瀬戸（JR東海・JR西日本）
  - 阿波踊り号（臨時）
  - やくおうじ号（臨時）
  - 牛鬼号（臨時）
- 快速列車
  - マリンライナー（一部はJR西日本）
  - サンポート
  - サンポート南風リレー号
- トロッコ列車
  - 瀬戸大橋アンパンマントロッコ号
  - しまんトロッコ
  - 夕焼けビールトロッコ列車
  - 藍よしのがわトロッコ
- 観光列車
  - 海洋堂ホビートレイン
  - 鉄道ホビートレイン
  - 伊予灘ものがたり（特急列車）
  - 四国まんなか千年ものがたり（特急列車）
  - 志国土佐 時代の夜明けのものがたり（特急列車）
  - ラ・マル ことひら（JR西日本）

#### 廃止列車
- 特急列車
  - ミッドナイトEXP高松
  - ミッドナイトEXP松山
  - ホームエクスプレス阿南
  - ウィークエンドエクスプレス高知
  - 瀬戸（JR西日本）
  - I LOVE しまんと（臨時）
  - あい（臨時）
  - マリンやくも（臨時・JR西日本）
  - くろしおくん号（よさこい高知国体開催時に1日だけ運転された臨時列車）
  - むろと
- 急行列車
  - いよ
  - うわじま
  - 土佐
  - 阿波
  - よしの川
- 快速列車
  - 鳴門きんときライナー（臨時）
  - ムーンライト高知（臨時）
  - ムーンライト松山（臨時）
- トロッコ列車
  - 清流しまんと
  - 大歩危トロッコ号
  - 絶景!土讃線秘境トロッコ
  - 志国高知幕末維新号

## 車両
2024年4月時点で電車159両、気動車247両、貨車5両を保有する。
JR四国に特有のものとしては、JR化以降に新造導入された車両（電車・気動車）の車両形式や車両番号が挙げられる。JR他社が基本的には国鉄時代の付番方式を継承しているのに対し、JR四国では主要大手私鉄と同様に車種ごとに全て4桁の数字のみで付されており、さらに「キハ」「モハ」「クロハ」といった車種を示す記号も使っていない。
また、2600系・5000系・7200系・8600系を除いて、「四カマ」などの国鉄式の略号の所属車両基地表記がない。気動車には代わりに区名票が付くが、電車にはない。当初はさらに保安装置の種別表記まで排除されたが、現在はATS-SS搭載を示す「SS」（5100形はJR東日本様式でSs、5000形は国鉄様式でS）の表記がある。これはATS-SS未搭載車と区別する意味合いがあった。
一方、国鉄から承継した車両には「日本国有鉄道」の車籍銘板が未だに残る。
会社発足直後から世界初の制御振り子式気動車2000系や制御振り子式特急電車8000系、軽快気動車ながら独特の座席配置で電気指令式ブレーキ（排気ブレーキ併用）を導入した1000形、制御電動車のみの単行 (1M) から付随車 (T) を2両連結した1M2Tまで編成の自由度を持ち、小型断面を採用した7000系など意欲的な車両を多数導入した。これらの車両は、予讃線の箕浦駅以西にある鳥越トンネルなどの狭小トンネルの断面に対応させるためパンタグラフ折りたたみ高さが3,900 mm以内に抑えられている。
6000系以降の電車は、製造コスト削減のためJR他社の車両をもとに設計されたものが多い（6000系 - 211系・311系、5000系5200形・5000形 - 223系、5000系5100形 - E217系）。また老朽車の置き換えのため、他社で廃車となった車両（113系）を譲り受け大改造して導入するなどのコスト削減施策も実施している。
車両のカラーリングは発足後、電車・客車・気動車を問わず旅客用車両は一部形式を除き、コーポレートカラーの水色を纏ったものに変更された。2000年代後半以降は、リニューアル･新造車を問わず水色を配さない車両も増加しつつある。
自社車両はJR西日本の岡山県内（岡山駅まで）及び土佐くろしお鉄道（中村線、宿毛線、ごめん・なはり線の3路線とも）にしか乗り入れていない。JR旅客6社で自社車両が乗り入れる自社エリア以外の都道府県の数はJR四国が最も少ない。
JR東海、JR北海道と同じく、4扉車が存在しない。
以下の点については旅客営業を行うJR6社でJR四国が唯一である。
- 新幹線車両を保有していない。
- 通勤形車両を保有していない。
- 座席が全てロングシートの電車[注釈 10]や寝台車は保有していない。
- 発足当初から電気機関車は保有していない。
- （在来線に限ればJR東海とともに）交流用電車を全く保有していない。
- アルミ合金製の車両を製造・保有したことがない。
- 会社発足以来ワンハンドルマスコン車の乗り入れ実績が無い（自社車両も、JR西日本と同様、ワンハンドルマスコン装備車の導入実績が無い）
- 2016年4月1日以降も、各車両における優先席での携帯電話の電源を終日オフとしている（他の5社は2016年4月1日までに混雑時に限定する形で廃止された）。
- 自社線や列車直通先の路線に海底トンネルがなく、保有車両が営業運転で海底トンネルを走行することはない[注釈 11]。

1500形までは車両の製造メーカーが固定されておらず形式ごとに変わっており、主要5社（川崎重工業、近畿車輛、東急車輛製造、日本車輌製造、日立製作所）全てと新潟鐵工所、新潟トランシス、富士重工業を含めた8社に発注実績があるが、8600系以降は電車・気動車ともに川崎重工業で製造されるようになっている。
2019年8月31日付けで113系が全車廃車となったことにより、JR四国が保有する営業用電車は全てVVVFインバータ制御車となり、（在来線に限ればJR東海、JR北海道とともに）オールステンレス車両に統一された。これらは両者ともJRグループでは初の事例である。普通鋼製車体の電車はJR東海、JR北海道に続いて3番目に消滅した。また、国鉄時代に製造された電車の形式が全て消滅したのは、JRグループではJR北海道に次いで2番目である。ただし、国鉄時代に製造され、後に7200系に改造された121系があるため、車両自体は現存する。
機関車については、DE10形1両が最後まで残ったが、2023年3月31日付けで引退した。これにより、JRグループの中ではJR東海に次いで機関車を保有しない旅客会社となった。

## 現業機関

### 車両基地
- 高松運転所「四カマ」「高」
- 松山運転所「四マツ」「松」
- 徳島運転所「四トク」「徳」
- 高知運転所「四コチ」「知」

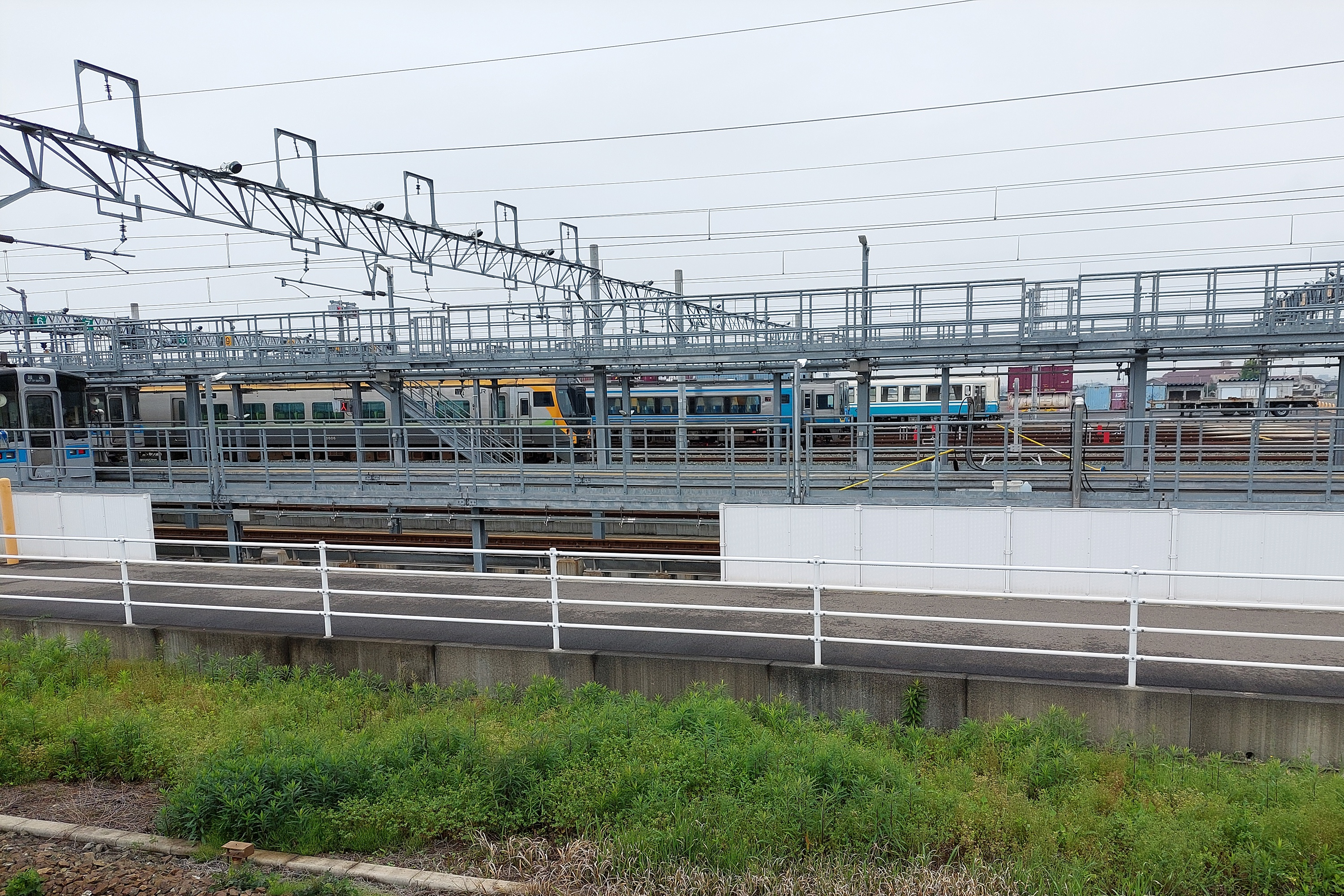
松山運転所

※「 」内は車両基地の略号。「四」はJR四国本社直轄という意味。

### 車両工場
- 多度津工場「TD」

### 乗務員区所
| 配置職名 | 名称         | 所在地                                                  |
| -------- | ------------ | ------------------------------------------------------- |
| 運転士   | 高松運転所   | 予讃線・高松駅 - 香西駅間、配線上は高松駅構内           |
| 運転士   | 松山運転所   | 南伊予駅隣接                                            |
| 運転士   | 徳島運転所   | 徳島駅構内                                              |
| 運転士   | 高知運転所   | 土讃線・布師田駅 - 土佐一宮駅間、配線上は土佐一宮駅構内 |
| 運転士   | 多度津運転区 | 多度津駅構内                                            |
| 運転士   | 宇和島運転区 | 宇和島駅構内                                            |
| 車掌     | 高松車掌区   | 高松駅構内                                              |
| 車掌     | 松山運転所   | 南伊予駅隣接                                            |
| 車掌     | 徳島運転所   | 徳島駅構内                                              |
| 車掌     | 高知運転所   | 土讃線・布師田駅 - 土佐一宮駅間、配線上は土佐一宮駅構内 |

### 設備管理区所
| 名称                        | 名称                 | 所在地     |
| --------------------------- | -------------------- | ---------- |
| 保線区                      | 高松保線区           | 高松駅構内 |
| 保線区                      | 高松保線区多度津駐在 |            |
| 保線区                      | 松山保線区           | 松山駅構内 |
| 保線区                      | 松山保線区西条駐在   |            |
| 保線区                      | 松山保線区大洲駐在   |            |
| 保線区                      | 徳島保線区           | 徳島駅構内 |
| 保線区                      | 徳島保線区池田駐在   |            |
| 保線区                      | 高知保線区           | 高知駅構内 |
| 保線区                      | 高知保線区須崎駐在   |            |
| 電気区 （信号・通信、電力） | 高松電気区           | 高松駅構内 |
| 電気区 （信号・通信、電力） | 高松電気区多度津駐在 |            |
| 電気区 （信号・通信、電力） | 高松電気区観音寺駐在 |            |
| 電気区 （信号・通信、電力） | 松山電気区           | 松山駅構内 |
| 電気区 （信号・通信、電力） | 松山電気区西条駐在   |            |
| 電気区 （信号・通信、電力） | 松山電気区今治駐在   |            |
| 電気区 （信号・通信、電力） | 松山電気区宇和島駐在 |            |
| 電気区 （信号・通信、電力） | 徳島電気区           | 徳島駅構内 |
| 電気区 （信号・通信、電力） | 徳島電気区池田駐在   |            |
| 電気区 （信号・通信、電力） | 高知電気区           | 高知駅構内 |
| 電気区 （信号・通信、電力） | 高知電気区須崎駐在   |            |
| 機械建築区                  | 高松機械建築区       | 高松駅構内 |
| その他の区所                | 土木技術センター     | 高松駅構内 |
| その他の区所                | 松山工事所           | 松山駅構内 |
| その他の区所                | 松山電気工事所       |            |

## 利用者数
JR四国の駅は、各県庁所在地周辺においても、本州の駅と比較すると人口を考慮しても利用者数が少ない。最も利用者数上位の駅が多いのは香川県の10駅で、ランキングの半数を占めている。次いで愛媛県の5駅、徳島県の3駅、高知県の2駅となっている。会社発足後に開業した5駅は全て無人駅のため、ランキングの上位100位にすら入っていない。
駅は各都市において中心駅となっているが、高松駅 と松山駅は同じ市内に2大ターミナル駅を形成する私鉄の駅（瓦町駅、松山市駅）が存在し、広域連絡と市内交通が分散している。高松においては、瓦町駅の約2倍程、高松駅の方が利用者数が多いが、松山においては、松山市駅（ただし松山市内線を含む）の方が松山駅より約1.9倍程利用者が多い。
| 順位 | 駅名       | 人数 （人） | 前年比 （%） | 前年 順位 | 前年人数 （人） | 所在地         | 備考 |
| ---- | ---------- | ----------- | ------------ | --------- | --------------- | -------------- | ---- |
| 1    | 高松駅     | 9,473       | 2.0          | 1         | 9,285           | 香川県高松市   |      |
| 2    | 徳島駅     | 5,667       | 1.9          | 2         | 5,560           | 徳島県徳島市   |      |
| 3    | 松山駅     | 4,879       | 1.9          | 3         | 4,784           | 愛媛県松山市   |      |
| 4    | 坂出駅     | 4,204       | 0.2          | 4         | 4,214           | 香川県坂出市   |      |
| 5    | 高知駅     | 3,953       | 3.1          | 5         | 3,834           | 高知県高知市   |      |
| 6    | 丸亀駅     | 3,184       | 2.9          | 6         | 3,278           | 香川県丸亀市   |      |
| 7    | 宇多津駅   | 1,878       | 1.7          | 7         | 1,845           | 香川県宇多津町 |      |
| 8    | 今治駅     | 1,755       | 2.3          | 8         | 1,714           | 愛媛県今治市   |      |
| 9    | 後免駅     | 1,706       | 3,0          | 10        | 1,656           | 高知県南国市   |      |
| 10   | 多度津駅   | 1,632       | 2.6          | 9         | 1,675           | 香川県多度津町 |      |
| 11   | 新居浜駅   | 1,528       | 11.5         | 11        | 1,370           | 愛媛県新居浜市 |      |
| 12   | 伊予西条駅 | 1,286       | 2.7          | 13        | 1,252           | 愛媛県西条市   |      |
| 13   | 観音寺駅   | 1,247       | 3.1          | 12        | 1,287           | 香川県観音寺市 |      |
| 14   | 善通寺駅   | 1,152       | 0.4          | 14        | 1,157           | 香川県善通寺市 |      |
| 15   | 端岡駅     | 1,130       | 1.6          | 15        | 1,148           | 香川県高松市   |      |
| 16   | 阿南駅     | 1,081       | 3.8          | 16        | 1,124           | 徳島県阿南市   |      |
| 17   | 勝瑞駅     | 978         | 2.1          | 17        | 957             | 徳島県藍住町   |      |
| 18   | 栗林駅     | 894         | 6.5          | 18        | 956             | 香川県高松市   |      |
| 19   | 琴平駅     | 860         | 3.6          | 20        | 892             | 香川県琴平町   |      |
| 20   | 伊予北条駅 | 859         | 5.2          | 19        | 906             | 愛媛県松山市   |      |

## 関係会社

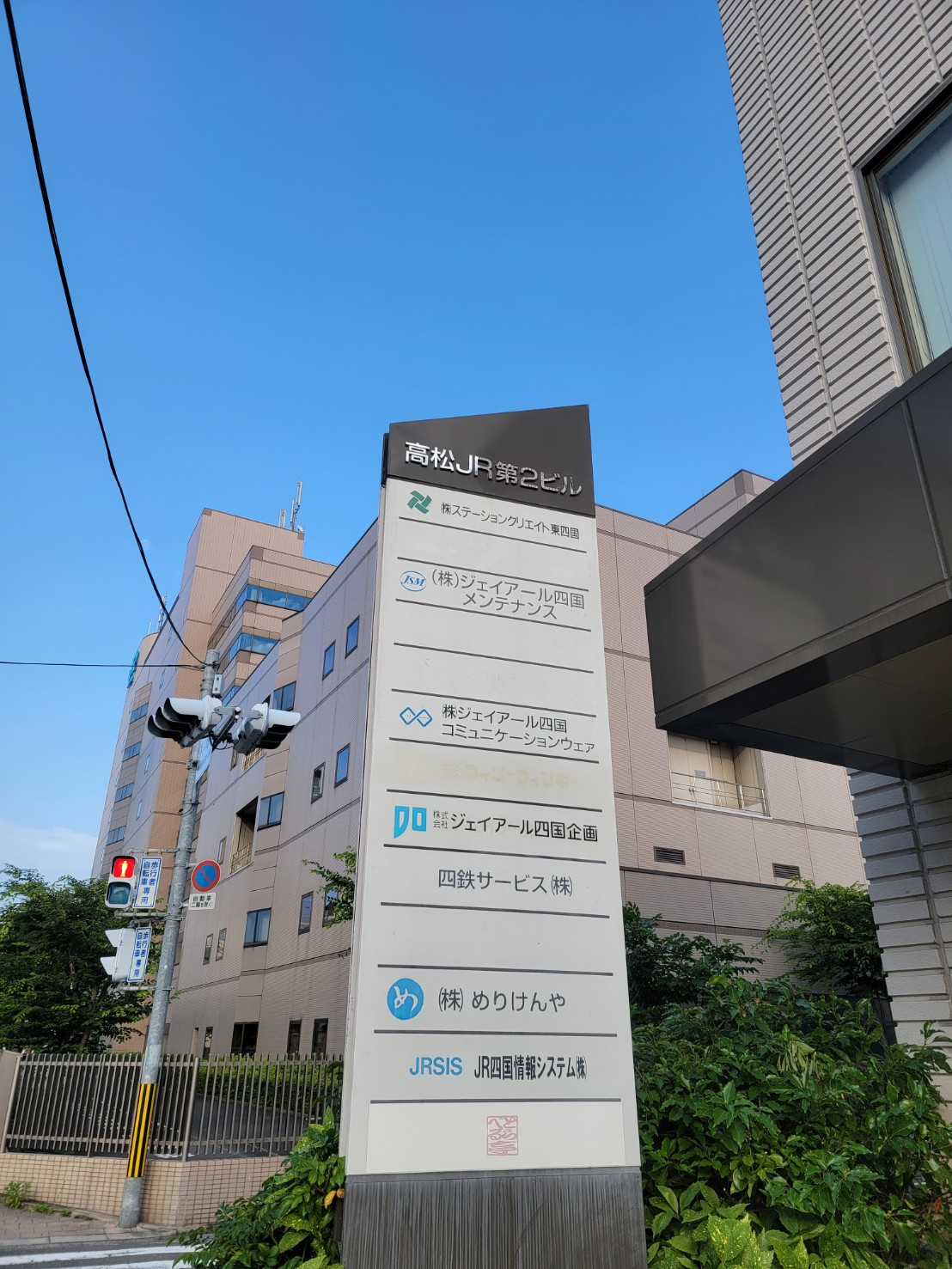
高松JR第2ビルにはグループ会社が入居している

### グループ会社
JR四国公式サイト内「グループ会社一覧」による。 
- 運輸関連 
  - ジェイアール四国バス
  - 四国鉄道機械
  - ジェイアール四国メンテナンス（旧四鉄サービス）
  - 四鉄運輸
- ホテル
  - JR四国ホテルズ（旧ジェイアール四国ホテル開発）
- 不動産
  - JR四国不動産開発 （旧よんてつ不動産）
- 物販・飲食
  - 四国キヨスク
  - めりけんや
  - JR四国ステーション開発（旧ステーションクリエイト東四国・ステーションクリエイト愛媛・ステーションクリエイト高知・JR徳島駅ビル開発）
- 広告
  - ジェイアール四国企画
- 建設・工事
  - 四国開発建設
  - 四国電設工業
  - 本四塗装工業
- 情報・サービス
  - ジェイアール四国コミュニケーションウェア
  - JR四国情報システム
- レンタル・リース
  - 駅レンタカー四国
- 警備
  - 東京セフティ

### その他の出資会社
- JR四国・リレーションシップ1号投資事業有限責任組合

以下はJR四国グループの企業ではないもののJR四国も出資している。
- 鉄道情報システム
- 日本旅行（NTA・JR西日本グループ）
- 駅レンタカーシステム
- IBLJ（四国アイランドリーグplus運営会社）
- JTB
- カマタマーレ讃岐（サッカークラブ）
- 四国水族館開発（四国水族館運営会社）
- 電脳交通

### かつて存在したグループ会社
- ジェイアール四国エムエスネットワーク
  - コンビニエンスストア「ミニストップ」を展開していたが、2004年3月にグループ離脱、四国エムエスネットワークに社名変更、同年8月にミニストップ本社に合併。
- 四鉄商事
  - 前身は国鉄購買部。特急列車の車内販売の営業および四国内で「Rストア」という名の小さな店舗を展開していたが、2000年に清算される。その後はステーションクリエイト4会社がその業務内容の一部を引き継いでいる。
- ステーションクリエイト徳島
  - 2009年12月31日をもって解散。業務は徳島ターミナルビル（後述）とステーションクリエイト東四国が引き継ぐ。それに伴い、ステーションクリエイト香川はステーションクリエイト東四国へ社名変更。
- 高松駅弁
  - 2014年9月に解散[133]。高松駅の駅弁販売はステーションクリエイト東四国が引き継いだ（岡山の三好野本店に製造委託）[134]。
- 宇和島ステーション開発・徳島ターミナルビル
  - 2015年4月1日に両社ともジェイアール四国ホテル開発へ吸収合併[135]。
- ジェイアール四国アーキテクツ
- ウィリーウィンキー
  - 2020年10月1日にステーションクリエイト東四国へ吸収合併[136]。
- ステーションクリエイト愛媛・ステーションクリエイト高知
  - 2022年10月1日にステーションクリエイト東四国がステーションクリエイト愛媛・ステーションクリエイト高知を吸収合併し、JR四国ステーション開発へ社名変更[137]
- JR徳島駅ビル開発
  - JR四国ステーション開発へ吸収合併[138]
- 四鉄サービス
  - ジェイアール四国メンテナンスへ吸収合併[139]

## CM
現在は「阪神往復フリーきっぷ」など企画乗車券の販促を狙ったビジネスライクなものが中心になっているが、瀬戸大橋線が開通した1988年からしばらくは、全国区の著名タレントをイメージキャラクターに起用した観光キャンペーンCMが作られ、四国・岡山地域のみならず首都圏・近畿圏の各テレビ局でも放映された。
- どっきん四国、しあわせランド四国 - 富田靖子
- しあわせランド四国 - 二谷友里恵、郷ひろみ
- レールは心と心を結びます下灘駅編 - 2001年頃
- 阪神往復フリーきっぷ - 2006年
- 快てーき - 2012年
- STOP!踏切事故（列車防護篇）、（脱出篇）
- 「TAKAMATSU ORNE」3月22日GRAND OPEN! - 2024年
- 新・JR松山駅2024年9月29日OPEN! - 2024年

なお、1987年に当時の国鉄四国総局が制作したJR四国発足告知のCM『愛さレール明日へJR四国』では、まだ建設工事中であった瀬戸大橋線海上区間のイメージ映像が使われた。これは新会社発足と同時に瀬戸大橋線が開業するかのような誤解を視聴者に与えるものであり、物議を醸した。

## マスコット

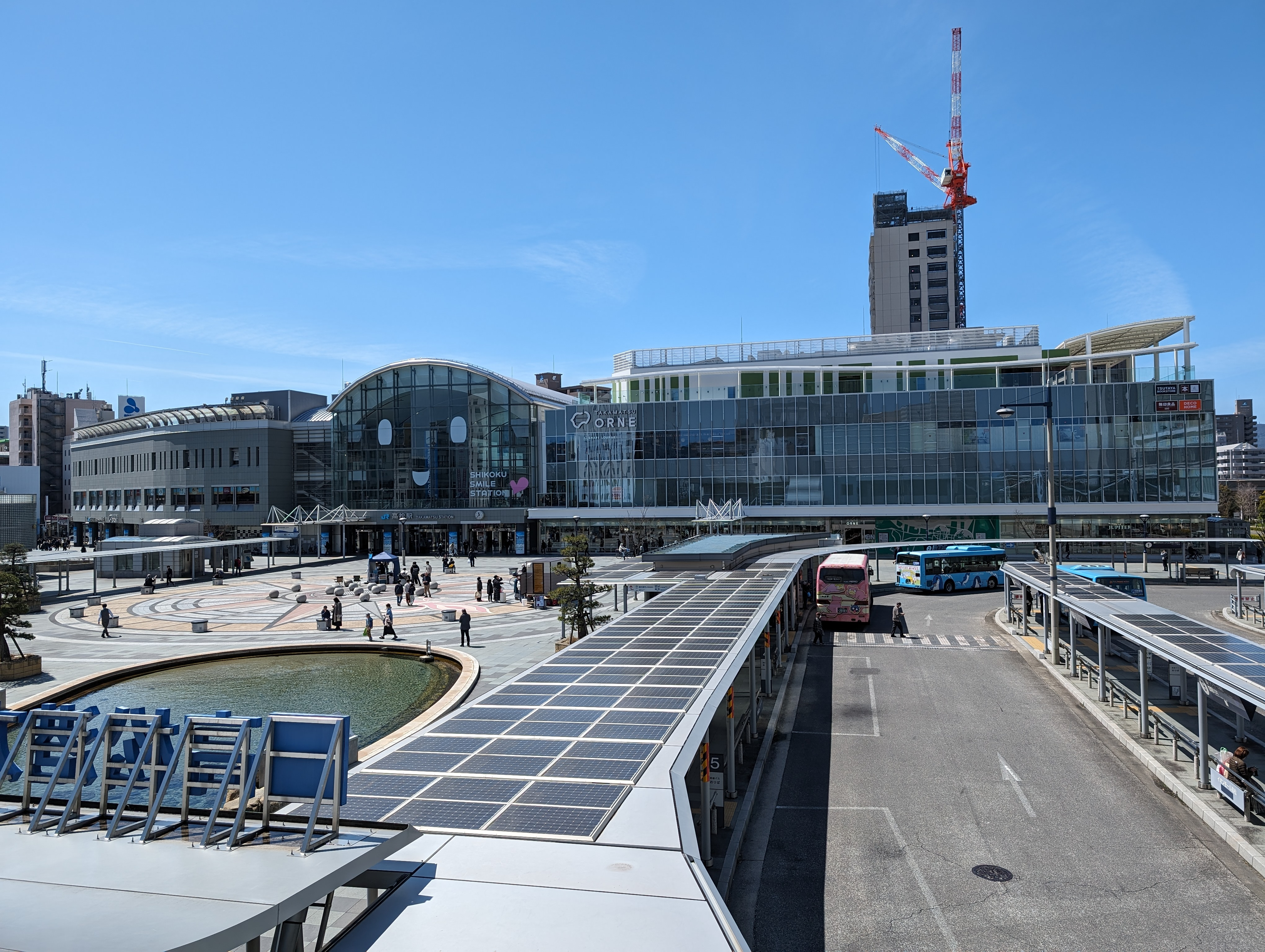
ラッピングされた高松駅

「SHIKOKU SMILE STATION」
JR四国の駅舎をキャラクター化したマスコットシリーズで、2013年6月にJR四国サービスアップのシンボルとしてお客様サービス推進室が考案して誕生した。発表当初は有人駅51駅分のキャラクターが作成され、その後は無人駅にも導入されている。個々のキャラクター名は駅名に「ちゃん」を付けたものとなる（例：松山駅は「まつやま えきちゃん」。）
キャラクターはグッズや広告宣伝に使用されているほか、2014年2月には高松駅にラッピングが実施され、外観がSHIKOKU SMILE STATIONの「たかまつ えきちゃん」仕様となった。
2016年5月には、2017年4月から6月かけて開催される観光キャンペーン「四国ディスティネーションキャンペーン」に向けての取り組みの一環として、SHIKOKU SMILE STATIONの集大成となるイメージキャラクター「すまいる えきちゃん、れっちゃくん」が誕生した。コンセプトは魔法で駅や列車を笑顔に変える微笑みの妖精。
2020年12月にはSHIKOKU ICOCAの2代目デザインとして採用された。

## 愛唱歌・応援歌
JRグループで唯一社歌が存在しないが、愛唱歌『はるかな旅人』が存在する。作曲は仲畑貫志、作曲は鈴木キサブローによる。また、主に都市対抗野球大会における応援歌として別途、『蒼天の勇者』もある。